# シーキウ駅
シーキウ駅（シーキウえき、タイ語:สถานีรถไฟสีคิ้ว ）は、タイ王国東北部ナコーンラーチャシーマー県シーキウ郡にある、タイ国有鉄道東北本線の駅である。

## 概要
シーキウ駅は、タイ王国東北部ナコーンラーチャシーマー県の人口約12万5千人が暮らすシーキウ郡に位置し、駅の正面側は南向きである。
クルンテープ駅（バンコク）より223.79km地点に位置し、快速列車利用で5時間程度である。二等駅であり1日に12本（6往復）の列車が発着しその内訳は急行1往復、快速4往復、普通2往復である。 

## 歴史
タイ最初の官営鉄道であるクルンテープ駅 - アユタヤ駅間が1897年3月26日に開業した。その後当初計画のナコンラチャシーマ駅（当時の名称はコラート駅）まで延伸開業を重ね1900年12月21日に当駅を含むナコンラチャシーマ駅まで完成した。
- 1897年3月26日 【開業】 クルンテープ駅 - アユタヤ駅 (71.08km)
- 1897年5月1日 【開業】アユタヤ駅 - ケンコーイ駅 (54.02km）
- 1898年3月3日 【開業】ケンコーイ駅 - ムワックレック駅 (27.20km)
- 1899年5月25日 【開業】ムワックレック駅 - パークチョン駅 (27.63km)
- 1900年12月21日 【開業】パークチョン駅 - ナコンラチャシーマ駅 (83.72km)

## 駅構造
単式ホーム1面1線をもつ地上駅であり、駅舎はホームに面している。